# Luciano Magistrelli
Luciano Magistrelli (14. února 1938, Bareggio, Italské království – 19. prosince 2011, Bergamo, Itálie) byl bývalý italský fotbalový útočník a trenér.

## Kariéra

### Klubová
Vyrůstal v mateřském Miláně, jenže za Rossoneri neodehrál žádné utkání. V roce 1957 odešel do Trevisa, kterou po dvou letech opustil a hrál za Triestinu se kterou v sezoně 1959/60 postoupil do Serie A. Následující sezonu začal jako hráč
Atalanty. Zde hrál šest nejlepších let, když odehrál 125 utkání a vstřelil 15 branek. V sezoně 1962/63 vyhrál domácí pohár. V roce 1966 odešel do Alessandrie se kterou ve druhé sezoně sestoupil do 3. ligy. Poté se po 11 letech vrátil do Trevisa, kde zastával kapitána mužstva. Konec kariéry ukončil po sezoně 1969/70.

### Reprezentační
Za olympijskou reprezentaci odehrál jedno utkání na OH 1960, kde obsadil 4. místo.

## Statistika

### Reprezentační

#### Statistika na velkých turnajích
| Reprezentace | Rok     | Zápasy              | Zápasy | Zápasy    | Zápasy           | Zápasy           | Zápasy   |
| Reprezentace | Rok     | Fáze turnaje        | Datum  | Soupeř    | Odehraných minut | Vstřelené branky | Výsledek |
| ------------ | ------- | ------------------- | ------ | --------- | ---------------- | ---------------- | -------- |
| Itálie       | OH 1960 | 1. zápas ve skupině | 26. 8. | Tchaj-wan | 90               | 0                | 4:1      |

## Úspěchy

### Klubové

#### Národní
- vítěz italského poháru (2x)

Atalanta: 1962/63

### Reprezentační
- 1x na OH (1960)